# Schulunterricht

Accipiesholzschnitt: Unterricht im 15. Jahrhundert; Mönch und Schüler

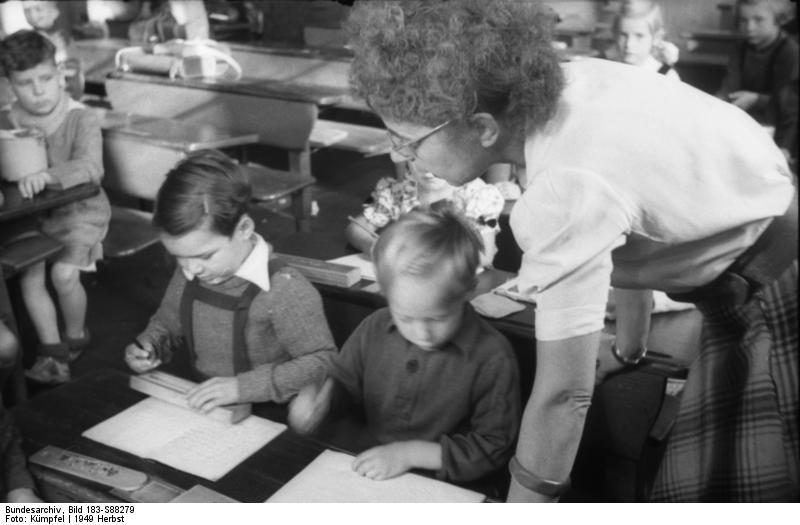
Unterricht in der 1. Klasse, 1949

Als Schulunterricht wird Unterricht an der Institution „Schule“ bezeichnet. Der Schulunterricht ist die wohl wichtigste Art einer Schulveranstaltung und prozessuale Form, die heutzutage vorkommt, die einen Austausch von Wissen, Erfahrungen, Fähigkeiten und Fertigkeiten zwischen beteiligten Lehrpersonen und Lernenden, in ihrem Zusammenspiel „Lehren“ und „Lernen“ genannt, ermöglichen soll.
Dem Schulunterricht wird sozial ein hoher Stellenwert beigemessen. Dies ist vor dem Hintergrund der Gegebenheit zu sehen, dass die Gesellschaft sich – ihrem Selbstverständnis nach – als „Wissensgesellschaft“ versteht.

## Allgemeines

### Ziele des Schulunterrichts
Unterricht soll einen Lernzuwachs bei den Lernenden bewirken und erfolgt daher in der Regel strukturiert und mit verschiedenen Methoden (siehe Liste der Unterrichtsmethoden). Ein geschickter Einsatz und Wechsel der Methoden soll zu einem besseren Lernerfolg der Schüler führen, durch einen Wechsel soll der Unterricht abwechslungsreicher und es sollen unterschiedliche Lerntypen angesprochen werden (siehe: Heterogenität).

### Unterrichtsformen des Schulunterrichts
Der Unterricht muss nicht unbedingt vom Lehrer geleitet werden, sondern kann auch in darauf trainierten Klassen von den Schülern selbst vorbereitet und durchgeführt werden (OU = Offener Unterricht, LdL = Lernen durch Lehren, EVA = Eigenverantwortliches Arbeiten). Der Unterricht kann obligatorisch oder fakultativ sein.

### Ort und Unterrichtsmethoden des Schulunterrichts
Unterricht findet vorwiegend in einer Schule statt. Wissen und Kenntnisse können auf unterschiedliche Weise transferiert werden, beispielsweise durch Vormachen und Erklären. Diese Art des praktischen Unterrichts ist nicht an eine Schule gebunden. Auch in Deutschland gibt es zunehmend mehr Familien, die sich entscheiden, ihre Kinder in Form des Hausunterrichts zu Hause selbst zu unterrichten bzw. nicht zu unterrichten (Unschooling). In Schulversuchen werden neue Modelle erprobt.
Die Wissenschaft der Didaktik liefert dabei dem Lehrer Begründungen für den Einsatz bestimmter Themen (Kurz: Was? und Warum das?), während die Methodik die Wirkung des Einsatzes verschiedener Lehrmethoden erforscht (Kurz: Wie? und Warum so?).
Die häufigste Methode ist der Frontalunterricht (der Lehrer steht/ sitzt vorne und redet zur/ mit der Klasse), aber auch Projekte, Einzel-, Partner- und Gruppenarbeiten sowie Referate und Präsentationen haben, je nach Lehrer und Fach, mehr oder weniger Platz. Es wird unterschieden zwischen den Sozialformen (Einzel-, Partner-, Gruppen- und Klassenunterricht) und den Methoden, mit denen die Sozialform kombiniert wird.
„Standardunterricht“ ist meistens nach folgendem Muster aufgebaut:
- Formulierung des Stundenthemas – oft mit einer Problemstellung, die der Motivation dienen soll.
- Erarbeitungsphase: z. B. in Einzel- oder Partnerarbeit. Durch diese Sozialform wird es dem Lehrer ermöglicht, individuelle Hilfen zu geben; dieser wird zudem von Steuerungsaufgaben entlastet.
- Sammlungsphase: Unterrichtsgespräch, Dokumentation der Ergebnisse (Tafel, Projektor)
- Ergebnissicherung
- Übungsphase
- Hausaufgabe, die den Stoff der Stunde aufgreift und zur Festigung beitragen soll

### Koedukativer Unterricht von Jungen und Mädchen als gegenwärtiger Standard
In den 1950er Jahren und davor wurden Jungen und Mädchen in der Regel getrennt unterrichtet. Häufig gab es auch eine räumliche Trennung z. B. durch Unterricht an Jungen- und Mädchenschulen.
In der BRD wurde nach 1960 flächendeckend der Unterricht koedukativ gestaltet. Mädchen und Jungen wurden fortan, bis auf wenige Dutzend Schulen, gemeinsam unterrichtet. Gerade in den 1990er Jahren kamen allerdings, belegt durch Studien, Zweifel auf, ob eine angestrebte Chancengleichheit durch koedukativen Unterricht wirklich erreicht wird. Das Sozialverhalten der Jungen wirke sich demnach hemmend auf die Mädchen aus, gerade in naturwissenschaftlichen Fächern ergaben sich für die Mädchen Nachteile. Neuere Untersuchungen bestätigen eine solche Annahme, wonach eine völlige Parität zwischen den Geschlechtern nicht erreicht werden könne, allerdings auch in umgekehrter Weise in den (fremd-)sprachlichen Fächern. In der Lehrer(fort)bildung wird nun deshalb, auch durch den integrativen Gedanken, mehr Wert auf Heterogenität und deren Umgang im Unterricht gelegt, um derartigen gegenseitigen Benachteiligungen entgegenzutreten. Eine zeitweise Abkehr von der Koedukation hat sich allerdings bei der Sexualkundeerziehung bewährt, da durch gleichgeschlechtliche Gruppen dieses sensible Thema besser und intensiver besprochen werden kann.

### Lernstandserhebungen
Die Schulstudien PISA und TIMSS sind sogenannte „Lernstandserhebungen“. Aus ihnen versuchten und versuchen Pädagogen Schlüsse zu ziehen und Forderungen bezüglich einer zu verändernden Unterrichtskultur abzuleiten.

## Unterricht in Deutschland
An deutschen staatlichen Regelschulen dauert eine Unterrichtseinheit häufig 45 Minuten, in Österreich sind Unterrichtseinheiten 50 Minuten lang. Die Unterrichtsquantität besteht in der Regel aus 6 Einheiten à 5 Tage.
Zur Wertung wird unterteilt in
- Hauptfächer sind Fächer mit drei oder mehr Unterrichtsstunden pro Woche (z. B. Deutsch, Englisch und Mathematik).
- Nebenfächer sind alle übrigen Unterrichtsfächer.

Es gibt zwei verschiedene Arten von Zeugnissen:
- Zeugnisvergabe Zwischenzeugnis: 31. Januar (in einigen Bundesländern stattdessen vor den Winterferien) und Blauer Brief
- Zeugnisvergabe Versetzungszeugnis: Vor den Sommerferien

## Unterricht in Österreich
Eine Unterrichtsstunde in Österreich dauert 50 Minuten. (5 Minuten länger als in Deutschland)
Über 12 Jahre gerechnet sind das 1,2 Schuljahre, somit ist das 13. Schuljahr in Deutschland eingearbeitet.
In Österreich gibt es offiziell keine Haupt- und Nebenfächer, Schularbeitsgegenstände sind offiziell gleich wichtig wie alle anderen Fächer. Nur umgangssprachlich ist die Terminologie „Haupt-“ und „Nebenfach“ üblich. Nach dem ersten Semester gibt es im Winter eine Schulnachricht mit den Noten, am Jahresende ein Jahreszeugnis. In Österreich sind die Schulstunden oftmals unregelmäßig über die Woche verteilt, sodass es möglich ist, dass an einem Tag 8–10, an einem anderen nur 4 Stunden gehalten werden. Es gibt Schulen mit 5- und 6-Tage-Unterrichts-Woche, wobei letztere schon sehr selten sind.
In vielen Gymnasien oder auch AHS (Allgemeinbildende Höhere Schulen) – so werden in Österreich die allgemeinbildenden Schulen genannt, die mit Matura (Abitur) abschließen, gibt es sogenannte Schulzweige:
- Gymnasium mit sprachlichem Schwerpunkt – Latein, Französisch usw.
- Humanistische Gymnasien werden die wenigen AHS Langformen genannt (8 Jahre) die Latein und Griechisch anbieten. Es sind meist Katholische Privatschulen.
- Realgymnasium mit zeichnerischem Schwerpunkt (geometrisches Zeichnen, auch computerunterstützt), Computergrafik-Design
- Gymnasium mit naturwissenschaftlichem Schwerpunkt
- Oberstufen-Realgymnasien (vierjährig) werden ORG (meist bei katholischen Privatschulen) oder BORG (Bundesoberstufenrealgymnasium) genannt. Dabei können Schüler nach einer Hauptschule die Oberstufe an einem BORG (ORG) besuchen und die Matura machen.

Neben der AHS kennt das Österreichische Schulsystem eine Reihe von berufsbildenden höheren Schulen, die eine fünfjährige Oberstufe auszeichnet. Somit schließt eine Schülerin, ein Schüler seine Ausbildung in diesen Schulen nach dem 13. Schuljahr ab.
Diese berufsbildenden höheren Schulen schließen ebenfalls mit Matura (Abitur) ab.
- HTL (Höhere Technische Lehranstalt) bzw.
- HLW (Höhere Lehranstalt für wirtschaftliche Berufe) und
- HAK (Handelsakademie)

Der Unterricht in den HTLs dauert bis zu 48 Wochenstunden und kennt Praktika, Werkstätten und Labors. Der Schwerpunkt liegt in einer hochqualitativen Berufsausbildung.
Die Absolventen einer HTL (für Maschinenbau, Elektrotechnik, Meß- und Regeltechnik, Bauwesen/Hochbau/Tiefbau, EDV, Chemie usw.) können sich nach mindestens 2 Jahren (4 Jahren) fachlicher Beschäftigung in diesem Beruf offiziell in allen amtlichen Ausweisen Ingenieur „Ing.“ (vor dem Namen) nennen.